# Калјумет (Ајова)
Калјумет (енгл. Calumet) град је у америчкој савезној држави Ајова. По попису становништва из 2010. у њему је живело 170 становника.

## Демографија
Према попису становништва из 2010. у граду је живело 170 становника, што је -11 (-6.1%) становника више него 2000. године.
| Група             | 2000.       | 2010.       |
| Белци             | 175 (96,7%) | 156 (91,8%) |
| Афроамериканци    | 1 (0,6%)    | 6 (3,5%)    |
| Азијати           | 1 (0,6%)    | 0 (0,0%)    |
| Хиспаноамериканци | 0 (0,0%)    | 8 (4,7%)    |
| Укупно            | 181         | 170         |